# Valente
Valente is een gemeente in de Braziliaanse deelstaat Bahia. De gemeente telt 22.295 inwoners (schatting 2009).

## Aangrenzende gemeenten
De gemeente grenst aan Conceição do Coité, Retirolândia, Santaluz en São Domingos.